# Hag (Nordland)
Pour les articles homonymes, voir Hag.
Hag est une localité du comté de Nordland, en Norvège.

## Géographie
Administrativement, Hag fait partie de la kommune de Vestvågøy.